# Allophylus edulis
Allophylus edulis är en kinesträdsväxtart som först beskrevs av A. St. Hilaire, Cambessedes & A. Jussieu, och fick sitt nu gällande namn av Ludwig Radlkofer och Johannes Eugen ius Bülow Warming. Allophylus edulis ingår i släktet Allophylus och familjen kinesträdsväxter. Inga underarter finns listade i Catalogue of Life.